# Schwaigfurter Weiher (Natur- und Landschaftsschutzgebiet)
Das Natur- und Landschaftsschutzgebiet Schwaigfurter Weiher liegt auf dem Gebiet der Stadt Bad Schussenried in Baden-Württemberg.

## Kenndaten
Die Schutzgebiete entstanden am 15. Januar 1993 durch Verordnung des Regierungspräsidiums Tübingen mit den Schutzgebietsnummern 4215 (NSG) und 4.26.039 (LSG). Diese Verordnung wurde im Gesetzblatt für Baden-Württemberg am 26. März 1993 veröffentlicht und trat am 24. April 1993 in Kraft. Der CDDA-Code des Naturschutzgebiets lautet 165478  und entspricht der WDPA-ID.

## Lage
Die Schutzgebiete liegen südlich des Bad Schussenrieder Ortsteils Kürnbach und dem Weiler Laimbach. Sie gehören zum größten Teil zum FFH-Gebiet Nr. 8024-341 Feuchtgebiete um Bad Schussenried und liegen im Naturraum 032-Oberschwäbisches Hügelland innerhalb der naturräumlichen Haupteinheit 03-Südliches Alpenvorland.

## Schutzzweck
Wesentlicher Schutzzweck des Naturschutzgebietes ist laut Schutzgebietsverordnung die Erhaltung des Schwaigfurter Weihers als Brutgebiet für seltene und teilweise vom Aussterben bedrohte Wasser‑ und Sumpfvogelarten. Außerdem ist das Schutzgebiet Lebensraum für zahlreiche Tierarten, die auf das Leben im und am Wasser angewiesen sind. Im Schwaigfurter Weiher kommen zahlreiche seltene Planktonarten und Schwimmblattpflanzen vor. Im Schutzgebiet befinden sich wertvolle Röhrichtflächen, Streuwiesen und Bruchwaldbestände, deren Bestand gesichert werden soll.
Wesentlicher Schutzzweck des Landschaftsschutzgebietes ist die Sicherung des ökologisch notwendigen Ergänzungsraumes für das Naturschutzgebiet und die Erhaltung der für die nachhaltige Sicherung des Naturschutzgebietes notwendigen Grünflächen als Pufferzone.